# سید علی‌محمد طاهری
سیدعلی طاهری فرزند  سید حبیب‌الله طاهری گرگانی نمایندهٔ دورهٔ نهم مجلس شورای اسلامی و سخنگوی کمیسیون فرهنگی مجلس شورای اسلامی از حوزهٔ انتخابیهٔ گرگان و آق قلا در استان گلستان است. او همچنین عضو جبهه پایداری انقلاب اسلامی که از طیف اصولگرایان است، می‌باشد.
{{پیشنهاد حذف۲|عنوان مقاله}}

## فعالیت‌ها
- مسئول جبهه پایداری استان گلستان
- عضو شورای فرهنگ عمومی استان گلستان
- سخنگوی جبهه بصیرت و بیداری اسلامی
- عضو هیئت مؤسس جامعه روحانیت مبارز حزب‌الله گرگان
- عضو هیئت امنای مدرسه علمیه سفیران هدایت گرگان
- عضو شورای مرکزی بسیج اساتید دانشگاه‌های استان
- مدیر گروه معارف اسلامی دانشگاه در سال ۸۰ و ۸۱ (دانشگاه آزاد اسلامی واحد علی‌آباد کتول)
- عضو هیئت رئیسه و دبیر اول کمیسیون فرهنگی مجلس شورای اسلامی در چهار سال متوالی
- عضو شورای تخصصی توسعه فرهنگ قرآنی کشور[۴]